# Hrabstwo Taylor (Kentucky)

Piramida wieku hrabstwa

Hrabstwo Taylor – hrabstwo w USA, w stanie Kentucky. Według danych z 2010 roku, hrabstwo zamieszkiwało 24 512 osób. Siedzibą hrabstwa jest Campbellsville.